# Turmhügel Fellerer Berg
Der Turmhügel Fellerer Berg ist eine abgegangene hoch- oder Spätmittelalterliche Turmhügelburg (Motte) 790 Meter östlich von Ebnat, einem Ortsteil der Gemeinde Frasdorf im Landkreis Rosenheim in Bayern.
Von der ehemaligen Mottenanlage ist nichts erhalten.